# Antimetabola
Antimetabola (grč. anti = protiv, metabole = okrenuti) figura je kojom se oba člana ponavljaju zamjenjujući sintaktičke funkcije.

## Primjeri
- A mnogi prvi bit će posljednji, i posljednji prvi. (Evanđelje po Mateju, 19,30)
- Svaki koji se uzvisuje, bit će ponižen a koji se ponizuje, bit će uzvišen (Evanđelje po Luki, 18,13-14)
- Ne pitaj što tvoja zemlja može učiniti za tebe - pitaj što ti možeš učiniti za svoju zemlju. (John F. Kennedy)
- Ovo nije početak kraja, ovo je možda kraj početka. (Winston Churchill)
- U miru sinovi pokapaju očeve, a u ratu očevi pokapaju sinove. (Krez, lidijski vladar)
- Tko bi gori, eto je doli, a tko doli gori ustaje. Sad vrh sablje kruna visi, sad vrh krune sablja pada, sad na carstvo rob se uzvisi, a tko car bi, rob je sada. (Ivan Gundulić)